# Festa Major de Navas
La Festa Major de Navas se celebra la segona quinzena de maig al barri de Navas, al districte de Sant Andreu de Barcelona. Navas és el barri més nou dels que formen el districte de Sant Andreu i és conformat per una barreja de l'entramat de l'Eixample i edificis de nova creació. Deu el nom al carrer de Navas de Tolosa, que és l'eix neuràlgic del barri i on s'organitzen tots els actes de la festa major. Cada any es munta un escenari a la confluència d'aquest carrer amb el de Josep Estivill, on es fan la majoria d'activitats de cultura popular, com ara el correfoc, la diada castellera, la ballada de sardanes, la mostra de ball i les havaneres.

## Actes destacats
- Concert coral. La parròquia de Sant Joan Bosco acull un concert de la secció de cantaires de l'Orfeó la Lira de Sant Andreu.[1]
- Correfoc. Els Diables del Clot s'encarreguen de fer el correfoc del barri, que passa pels carrers més cèntrics de Navas i acaba amb un espectacle de foc a la plaça de Ferran Reyes.[1]
- Concert. El dissabte a la tarda la Banda Simfònica de Roquetes fa un concert a l'escenari instal·lat al carrer de Josep Estivill.[1]
- Diada castellera. El diumenge de festa major la Colla Castellera Jove de Barcelona, molt vinculada al districte de Sant Andreu, fa una diada amb la participació d'un parell de colles més vingudes de fora de la ciutat.[1]
- Sardanes. Després de la jornada castellera, es fa una audició de sardanes a l'escenari de festa major instal·lat al carrer de Josep Estivill.[1]
- Gala de dansa catalana. El diumenge a la tarda l'Esbart Gaudí ofereix una exhibició de dansa a l'escenari de la festa major.[1]
- Havaneres. Les celebracions es tanquen amb una cantada d'havaneres.[1]